# Wippien
Wippien ist ein VPN-Client für Windows und Linux. Das Programm stellt eine VPN-Verbindung zwischen zwei Peers her (P2P).
Wippien ermöglicht somit auf einfachste Weise ein virtuelles LAN zwischen zwei Computern über das Internet herzustellen. Die Daten werden komprimiert und per AES verschlüsselt. Es besteht ebenfalls die Möglichkeit, mit dem jeweils anderen Peer Nachrichten auszutauschen. Dies wird mit dem XMPP-Protokoll realisiert.
Der Quellcode der Kernsoftware ist frei zugänglich und steht unter der MIT-Lizenz. Die VPN- und XMPP-Funktionalität wird jedoch von einer proprietären Programmbibliothek bereitgestellt. Wippien kann mit der Software OpenVPN und LogMeIn Hamachi verglichen werden.

## Verbindungsaufbau
Es wird zu jedem Kontakt eine VPN-Verbindung aufgebaut. Um Probleme mit NAT umgehen zu können, bedient sich Wippien eines Vermittlers (Mediationsserver).
Beim Verbindungsaufbau meldet sich der Wippien-Client beim Mediationsserver an. Sind zwei Clients online und kennen sich (Eintrag in der Kontaktliste), vermittelt der Mediationsserver eine Verbindung. Wenn die Verbindung aufgebaut ist, besteht die Verbindung nur noch zwischen den beiden Clients.

## Mediationsserver
Die Entwickler von Wippien stellen einen Mediationsserver zur Verfügung. Es ist aber auch möglich, einen eigenen Mediationsserver in Betrieb zu nehmen und zu nutzen. Voraussetzung dafür ist ein Computer, welcher über das Internet erreicht werden kann, ein Webserver mit PHP-Unterstützung und eine MySQL-Datenbank.

## Verwendung
Über Wippien können Programme genutzt werden, welche ansonsten nur im eigenen Netzwerk (LAN) laufen würden. Durch die Integration von XMPP können auch Nachrichten, welche einer TLS-Verschlüsselung unterliegen, dem jeweils anderen Peer übermittelt werden.